# 4544 Xanthus
A 4544 Xanthus (ideiglenes jelöléssel 1989 FB) egy földközeli kisbolygó. Henry Holt és Norman G. Thomas fedezte fel 1989. március 31-én.